# 闫秀珍
闫秀珍（1955年1月25日—），天津人，中国共产党党员，中国国家公务员，于国家经济贸易委员会中国商业联合会任职。中国美发美容协会(China Hairdressing and Beauty Asscioation)会长，世界美发组织(OMC)亚洲区副主席。

## 主要履历
- 1974年9月--1977年11月:   在天津蓟县插队。
- 1978年1月--1982年1月:　 就读于天津南开大学经济系。
- 1982年2月--1987年4月:　 在中华人民共和国商业部饮食服务业管理司就职，曾任副处长，期间，主要对饭店业，美发美容业、洗染业、沐浴业和照相业的宏观经济发展进行研究，以便为政府决策提供依据。
- 1987年5月--1996年5月:　 调往《人像摄影》杂志社任副社长、社长。在此期间创办了创办《美容美发》杂志，兼任主编至今。[1]
- 1996年5月--1998年12月:　调往国家国内贸易局饮食服务业管理司，任副司长，其间当选为第二届中国美发美容协会常务理事、副会长。[2][3]
- 1999年1月--2005年4月:　 任中国美发美容协会常务副会长，其间于2002年8月当选为世界美发组织亚洲区副主席。
- 2005年5月至今:          在中国美发美容协会第三届会员代表大会上被推选为中国美发美容协会会长。

## 主要业绩
- 1983年商业部大学生下基层锻炼先进典型，北京市西城区人大代表
- 1986年国家国内贸易局司局长加强思想政治工作，促进内贸改革发展理论研讨会论文成果二等奖
- 1998年至2002年在《中国商报》、《世界信息报》、《美容美发》杂志发表多篇有关美发美容行业的文章
- 2002年9月撰写的《美发美容行业存在的问题、发展现状以及建议》一文被国家经贸委办公厅信息采用
- 2002年申办并成功举办了首届亚洲杯世界发型冠军赛，为此获得世界美发组织颁发的杰出贡献奖
- 2003年4月参与起草国家强制性标准《商业服务业预防传染性疾病预防措施》

### 美容节
中国国际美发美容节由中国美发美容协会于1995年创办，2000年以来经闫秀珍女士及业内人士的共同努力，已成为中国美发美容行业一年一度的盛会。活动定位于较专业层次，内容包括行业大赛、产品展示、潮流发布等。